# 脐橙

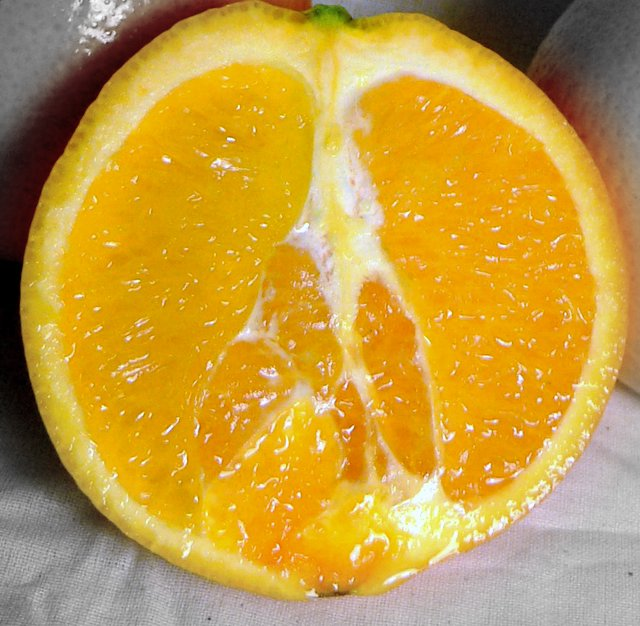
脐橙果实的剖面

脐橙（学名：Citrus sinensis var. brasiliensis Tanaka），俗称抱子橘，是橙（学名：Citrus sinensis）的一种變種。果实中有一圆锥状副果,在果皮上形成类似肚脐的疤痕，故称为脐橙。
1820年，巴西修道院的果园中的甜橙产生了芽（突）变，于是产生了脐橙。1870年，原株上的一个插条被移植到美国加利福尼亚州的河濱，创造了一个新的全世界的市场。突变导致了在果实的顶上产生了一个未发育的副果。副果在果实顶部的果皮上形成了一个疤痕形状，与人的肚脐相似。脐橙同时也基本上是无核的，比一般的甜橙长得大一些，皮也比較厚，也較容易剝，所以比較適合於食用。脐橙的果实形成不需要通过授粉，而是通过单性结实。

## 产地
在生产柑桔的九十二个国家或地区中，几乎都有脐橙栽培，世界上栽培脐橙的国家主要有美国、巴西、西班牙、日本、澳大利亚、摩洛哥、南非和中国等。
中国大陸在1930年代从美国和日本引种，在多地有栽培，如湖北的秭归、重庆的奉节、湖南的新宁、江西的赣南。
台灣在日治時代即引進試種栽培。因臍橙最適在地中海氣候型之柑桔產區栽培，故以台東縣成功鎮的臍橙栽種最早，產量及品質也最佳，近年來南投、台中東勢及台東東河、花蓮瑞穗亦有部分栽培。

## 品种
- 华盛顿脐橙（Washington Navel）
- 纽荷尔脐橙（Newhall Navel）：从美国加州杜瓦迪市发现的枝变而选育的品种。
- 罗伯逊脐橙（Robertson Navel）：1925年，从美国罗伯逊氏果园华盛顿脐橙的芽变中选育而成，与华盛顿脐橙相比，早熟10-15天。
- 汤姆逊脐橙
- 丰橙脐橙
- 福罗斯特脐橙
- 福罗斯特一号脐橙
- 克拉斯特脐橙（Cluster Navel）
- 奈维林娜脐橙（Navelina Navel）：也称林娜脐橙，从华盛顿脐橙的芽变而选育的品种，早熟。
- 朋娜脐橙（Bonanza  Navel）：从华盛顿脐橙中选出，早熟品种。
- 白柳脐橙：1932年从日本的华盛顿脐橙中选出。
- 吉田臍橙（Citrus sinensis Osbeck cv. Yoshida）[6]：从华盛顿脐橙中选出[7]，在台灣表現不錯[8]。
- 大三岛脐橙：1952年从日本的华盛顿脐橙的芽变中选出，
- 清家脐橙
- 晚脐橙（Navelate Navel）：原产西班牙，从华盛顿脐橙的枝变中选育而成。
- 卡拉卡拉脐橙（Cara Cara Navel）：也称红肉脐橙，1980年代在委内瑞拉的华盛顿脐橙的芽变选育而成。果肉因含茄红素而呈红色
- 奉园72-1脐橙：1972年从中国四川奉节县园艺场的华盛顿脐橙选出，与华盛顿脐橙相比，产量高，品质好。
- 秭归罗伯逊脐橙35号：1977年从中国湖北秭归的罗伯逊脐橙选出。
- 新世纪脐橙：1991年从白柳脐橙芽变中选育而成，产量优于白柳脐橙。
- 德保脐橙：国家地理标志产品。产于广西壮族自治区百色市德保县。
- 赣南脐橙：国家地理标志产品，名列《中欧地理标志协定》中[9]。产于江西省赣南地区（即赣州地级市）。